# Osøyro
Osøyro is de hoofdplaats van de gemeente Bjørnafjorden in de Noorse provincie Vestland. Osøyro telt 8143 inwoners (2007) en heeft een oppervlakte van 7,19 km².
Eikelandsosen · Hagavik · Osøyro · Søfteland · Søre Øyane · Søvik